# Джордж Юнг
Джордж Джейкъб Юнг е считан в края на 1970-те и началото на 1980-те години на 20 век за един от най-големите пласьори на кокаин в САЩ.

## Биография

### Произход и детство
Роден е в Бостън, но израства в малкия град Уеймът, окръг Норфолк, Масачузетс, САЩ. Баща му Кристиан Фредерик „Фред“ Юнг ръководи малка фирма за радиатори и е идолът на Джордж. Впоследствие фирмата му банкрутира. Майката на Джордж – Ермин Юнг на няколко пъти напуска баща му и Джордж решава да остави зад себе си разпокъсаното си семейство и със своя приятел Туна да замине за Калифорния. Там той добива първи впечатления от търгуването с марихуана.

### Наркобизнес
Джордж остава дълго време с приятелите си Робин Д. и Филип Х. в Калифорния. Там се запознава с Анет – по-късно негова приятелка. Тъй като е затънал във финансови проблеми, той решава да започне търговия с марихуана. Чрез приятелката си Анет той се запознава с Ричард Барил, който му осигурява първите количества марихуана. По това време Юнг е познат в цяла Калифорния по името „Бостън Джордж“. Стигат до решението да продават марихуана на Източното крайбрежие. Приятелката му Анет, по професия стюардеса, пренася марихуаната. Търговията потръгва, но през 1972 г. Юнг е заловен в Чикаго с 300 кг. марихуана. Предаден е от свой клиент, който чрез съдействието си с полицията иска да се измъкне от аферата. Юнг прави самопризнания и е освободен под гаранция докато не се изправи пред съда. Въпреки всичко той се противопоставя и не се появява при прочитане на присъдата. Отново заминава за Лос Анджелис и внася нелегално марихуана от Мексико в САЩ. През 1974 г. посещава родителите си в къщата им, но както и до днес Юнг твърди, майка му го издава на ФБР и той е заловен на място. Осъден е на четири години затвор, които трябва да излежи в затвора в Данбъри, Кънектикът. Зад решетките се запознава с Карлос Ледер, който по-късно го среща с Пабло Ескобар. Двамата стават партньори и Юнг започва да пласира кокаина на Ескобар в САЩ. В САЩ се появява първата голяма вълна на консумация на кокаин.

### Джордж Юнг днес
През 1994 г. той е заловен с близо 230 килограма кокаин. Юнг е осъден на затвор и пуснат на свобода на 27 ноември 2014 г., на 72-годишна възраст.
Джордж Юнг става световноизвестен след филмовата продукция Дрога (Blow) от 2001 г. с участието на Джони Деп, Пенелопе Крус, Рей Лиота и др.
През пролетта на 2002 г., една година след излизането на Дрога, в затвора го посещава неговата дъщеря Съншайн Юнг и се извинява, че не е дошла по-рано.